# ネプチューン (軽巡洋艦)
|          |                                   |
| 艦歴     |                                   |
| 発注     |                                   |
| 起工     | 1931年9月24日                     |
| 進水     | 1933年1月31日                     |
| 就役     | 1934年2月12日 もしくは2月23日     |
| 退役     |                                   |
| その後   | 1941年12月19日に戦没              |
| 除籍     |                                   |
| 性能諸元 |                                   |
| 排水量   | 基準：7,175トン、 満載：9,740トン |
| 全長     | 554.9 ft (169.1 m)                |
| 全幅     | 56 ft (17.1 m)                    |
| 吃水     | 19.1 ft (5.8 m)                   |
| 機関     |                                   |
| 最大速   | 32.5ノット                        |
| 乗員     | 550名                             |
| 兵装     |                                   |

ネプチューン (HMS Neptune, 20) は、イギリス海軍の軽巡洋艦。
リアンダー級軽巡洋艦に属する。
艦名はローマ神話の海神ネプトゥーヌス (Neptunus) の英語読み「ネプチューン」に由来する。
リアンダー級の4番艦で、第二次世界大戦の地中海戦域で活躍した。マルタ島や北アフリカ戦線を巡る攻防戦に従事中の1941年（昭和16年）12月29日、トリポリ沖合でイタリア海軍が敷設した機雷によって沈没した。

## 艦歴

### 戦間期
1931年（昭和6年）9月24日、ポーツマス工廠で起工。1933年（昭和8年）1月31日に進水。1934年（昭和9年）2月12日に就役した。
本国艦隊 (The Home Fleet) の第2巡洋艦戦隊 (2nd Cruiser Squadron) に配備された。
1936年（昭和11年）8月3日、ネプチューン（ベッドフォード艦長）はドイツのキール軍港を訪問しドイツ海軍 (Kriegsmarine) の軍艦と共に、同地でおこなわれた観艦式に参加した。
折しも1936年夏季オリンピックが開かれており、イギリス海軍はこの機会を利用して、自沈したドイツ帝国海軍の巡洋戦艦ヒンデンブルク (SMS Hindenburg) から引き揚げられた時鐘をドイツ政府に返還した。ドイツ側は、「ヒンデンブルグ」の名を冠する軍艦が建造されるまで、ポケット戦艦ドイッチュラント (Deutschland) で使用すると返答したという。
1937年（昭和12年）7月、ネプチューンはアフリカ戦隊に配備され、しばらく姉妹艦アンフィオン (HMS Amphion) と共に、第6巡洋艦戦隊 (6th Cruiser Squadron) を構成した。南アフリカ周辺で行動する。

### 第二次世界大戦
1939年（昭和14年）6月29日、姉妹艦にして第6巡洋艦戦隊の僚艦「アンフィオン」はオーストラリア海軍に移管され、「パース」と改名された。8月、「パース」は「ネプチューン」と別れ、アメリカ大陸経由でオーストラリア大陸にむかった。
9月1日、第二次世界大戦が勃発した。連合国軍の海軍戦力に対して劣勢のドイツ海軍は、ドイッチュラント級装甲艦（通称ポケット戦艦）や仮装巡洋艦により通商破壊を開始する（大西洋の戦い）。大西洋で装甲艦「アドミラル・グラーフ・シュペー」が活動を開始したので、「ネプチューン」も対応に奔走した。
9月5日、「ネプチューン」はドイツ船「Inn」（2867トン）を沈めた。
11月、貨客船「Waimarama」がポルトガル船「Nyassa」に偽装したドイツ船「アドルフ・ヴェールマン」と遭遇。「Waimarama」船長は本物の「Nyassa」やその所在地を知っていたため疑念を抱き追跡したが、夜に見失った。「Waimarama」からの知らせに最も近くにいた「ネプチューン」はその方へ向かい、11月22日にアセンション島付近で「アドルフ・ヴェールマン」を捕捉。「アドルフ・ヴェールマン」は自沈し、「ネプチューン」は同船に乗っていた162名を収容した。

### イタリア参戦後
1940年（昭和15年）6月10日、イタリアは、イギリスとフランスに宣戦を布告した。イギリス海軍は、アレキサンドリアを拠点とする地中海艦隊（司令長官アンドルー・ブラウン・カンニガム中将）に加えて、ジブラルタルを拠点とするH部隊（司令官ジェームズ・サマヴィル中将）を新編して対抗した。
6月21日、軽巡洋艦オライオン (HMS Orion, 85) 、豪州海軍の軽巡洋艦シドニー (HMAS Sydney) などと共同で、リビアのバルディアを砲撃した。同月、MA3作戦で出撃中にイタリア駆逐艦3隻と交戦し、僚艦と共に、伊駆逐艦エスペロ (Espero) を撃沈した（エスペロ船団の戦い）。
7月9日、ネプチューンはカラブリア沖海戦に参加した。戦艦ウォースパイト (HMS Warspite) を旗艦とする地中海艦隊は三つの部隊にわかれており、ネプチューンはジョン・トーヴィー中将が率いる快速の巡洋艦部隊（A部隊）に所属していた。14時47分、軽巡オライオンがイタリア艦隊の煤煙を発見し、その5分後にネプチューンが敵艦2隻を視認して旗艦（カニンガム提督）に「敵艦隊見ゆ」の無電をおくった。地中海でイギリス軍艦がこのような信号を発したのは、1798年7月のナイルの海戦以来だったという。この海戦で、ネプチューンはイタリア軽巡洋艦ジュゼッペ・ガリバルディ (Giuseppe Garibaldi) から命中弾を受けた。一方、ネプチューンはイタリア重巡洋艦ボルツァーノ (Bolzano) に損害を与えた。巡洋艦部隊同士の戦闘はイタリア有利だったが、ウォースパイトが砲撃を開始してイタリア戦艦を損傷させ、イタリア艦隊は撤退した。
8月からはインド洋に配置転換し、同方面で船団護衛任務や通商破壊艦の捜索に従事した。

### 1941年
1941年6月4日、空母「ヴィクトリアス」のソードフィッシュがアゾレス諸島北方で補給兼哨戒船「Gonzenheim」を発見。「ネプチューン」と戦艦「ネルソン」に逃走を阻止されて「Gonzenheim」は自沈に追い込まれ、「ネプチューン」は炎上する「Gonzenheim」に魚雷を撃ち込んだ。
その後、ネプチューンは1941年（昭和16年）10月に編成されたK部隊 (Force K) に所属した。この部隊の任務はリビアへ向かうドイツとイタリアの輸送船団の攻撃であった。これらの枢軸軍輸送船団は北アフリカ戦線で戦うドイツ陸軍のアフリカ軍団へ兵員と装備を、イタリア本土やシチリア島から北アフリカに運んでいた。この枢軸軍輸送船団をK部隊が攻撃し、大きな戦果を挙げた。
マルタのK部隊増強のため11月27日、ローリングス海軍少将が指揮する軽巡洋艦2隻（ネプチューン、エイジャックス）と駆逐艦2隻（キンバリー、キングストン）からなるB部隊が、C部隊（軽巡2隻、駆逐艦2隻）とともにアレクサンドリアから出港し、途中でC部隊と別れ11月29日英領マルタに着いた。11月30日、敵船団の報告を受けてK部隊とB部隊（巡洋艦4隻、駆逐艦3隻）がマルタから出撃する。途中で分派されたK部隊は戦果を挙げたが、B部隊は戦果無くマルタに帰投した。
12月15日、補給物資を積んだ輸送船ブレコンシャー (HMS Breconshire) が、マルタへ向けアレクサンドリアから出発した（マルタ輸送作戦）。同船の護衛として、アレクサンドリアからはフィリップ・ヴィアン少将が率いる軽巡（防空巡）3隻（ナイアド、ユーライアラス、カーライル）と駆逐艦8隻が同行した。マルタからもK部隊と第4駆逐戦隊が出撃し、それに続いてネプチューンと駆逐艦ジャガー (HMS Jaguar) 、カンダハー (HMS Kandahar, F28) も出撃した。
17日朝、ヴィアンの部隊と増援部隊（軽巡オーロラ、ペネロピ、ネプチューン、駆逐艦多数）が合流したあと、ドイツ空軍やイタリア空軍の空襲を撃退する。北アフリカへ向かう枢軸側輸送船団を守るため出撃していた戦艦3隻（リットリオ、アンドレア・ドーリア、ジュリオ・チェザーレ）を含むイタリア艦隊（司令長官アンジェロ・イアキーノ中将）と遭遇し、第1次シルテ湾海戦が発生した。軽巡と駆逐艦しかいないイギリス側は圧倒的に不利だったが、敢闘して戦艦3隻を含むイタリア艦隊を追い返した。
海戦翌日の12月18日、分散していたイギリス艦艇は合流し、各艦はブレコンシャーを護衛して同日中にマルタに到着した。海戦後、枢軸国船団はベンガジ行きとトリポリ行きに分かれた。16時17分にウェリントン爆撃機よりトリポリへ向かう船団の報告があり、それを受けてK部隊は18時30分にマルタより出撃を開始した。出撃したのは軽巡3隻（ネプチューン、オーロラ、ペネロピ）、駆逐艦4隻（カンダハー、ランス、ライヴリー、ハヴォック）で、「ネプチューン」艦長のオコナー (O'Connor) 大佐が最先任であった。トリポリ沖にはイタリア軍によって機雷が敷設されていて機雷線b、c、d、e、fが存在しており、K部隊は機雷線dに突っ込むこととなった。そこには70ファゾムまでしか敷設できないイタリアの機雷ではなく、より深い場所に敷設出来るドイツの機雷が敷設されていた。機雷が敷設されたこと自体は知っていたイギリス側も、このことは知らなかった。
12月19日1時6分、先頭のネプチューンが触雷。続いて「オーロラ」、「ペネロピ」も触雷した。後進で機雷原より抜け出そうとした「ネプチューン」は再び機雷線dに突っ込むこととなり、1時16分に再び触雷。さらに1時18分ごろにも触雷した「ネプチューン」は航行不能となり、東へ漂流していった。そちらには機雷線cがあった。
なお、別資料によれば、「ネプチューン」の最初の触雷は0時30分で、パラヴェーンが機雷を爆発させたが被害はなく、また3度目の触雷は1時となっている。また、2度目の触雷は1時12分、3度目は1時25分ともいう。
一方、「オーロラ」は駆逐艦「ランス」、「ハヴォック」に護衛されてマルタへ向かい、3隻（ペネロピ、カンダハー、ライヴリー）が残っていた。オコナーは機雷原の外まで流されるまで「ネプチューン」の曳航開始を待とうとした。3時過ぎになって曳航作業を始めようとしたものの、その際に接近しようとした「カンダハー」が触雷。そのまま機雷線cまで漂流した「ネプチューン」も4時4分に触雷した。機雷原に入る危険は冒せず、夜明けも近づいていたことから健在艦（ペネロピ、ライヴリー）は救助を断念して撤退し、その後、ネプチューンは沈没した。
「ネプチューン」では764名が死亡し、12月24日にイタリア水雷艇「カリオーペ」に発見されたカーリーフロート上で一人だけ生きていた者（2名が救助されたが、1名はその後死亡したとも）が唯一の生存者であった。または、763名中、生存者1名。